# Sara Smile
Sara Smile is een nummer van het Amerikaanse muziekduo Hall & Oates uit 1976. Het is de derde en laatste single van hun titelloze derde studioalbum.
"Sara Smile" is een ode aan Sara Allen, de toenmalige vriendin van Daryl Hall. Ondanks dat Hall en Allen al sinds 2001 uit elkaar zijn, kan Hall het vandaag de dag nog steeds zingen en voelt hij zich er "echt" bij, omdat volgens Hall "emoties niet veranderen, ook al veranderen de omstandigheden". Allen vindt het volgens Hall sinds de scheiding aangrijpend en moeilijk om het nummer te horen.
Het nummer werd een grote hit in Amerika en bereikte de 4e positie in de Billboard Hot 100. In het Nederlandse taalgebied bereikte het geen hitlijsten, maar toch geniet het er wel bekendheid en wordt het heel af en toe op de radio gedraaid.